# Saint-Sylvain-d'Anjou
Pour les articles homonymes, voir Saint-Sylvain.
Saint-Sylvain-d'Anjou est une ancienne commune française située dans le département de Maine-et-Loire, en région Pays de la Loire, devenue le 1er janvier 2016, une commune déléguée de la commune nouvelle de Verrières-en-Anjou.

## Géographie
Située dans la périphérie nord-est d'Angers à environ 10 km. Avec une superficie 21,26 km2, elle est la première commune la plus étendue de l’agglomération.
L'autoroute A 11 traverse la commune. Une aire d'autoroute, baptisée « Aire des Portes d'Angers », est située sur la commune au kilomètre 238, près du Parc des Expositions d'Angers. Elle se compose d'une station-service, de deux restaurants et d'un hôtel.

## Toponymie
La légende voudrait que Saint-Sylvain tire son nom de ce que le bourg ait émergé de la forêt (« silve » en Latin), à moins que ce ne soit la chapelle, dédiée à Sylvain d'Anjou qui lui ait donné son titre.
Les premières attestations du nom de la localité remontent à l'an mil. Il y avait un château sur une motte, nommé château d'Iscarbot. Au XIVe siècle, la famille seigneuriale des Poyet attache ce fief à leur domaine sous le nom d'Escharbot. Par la suite le lieu prendra le nom de Saint-Silvin.
Durant la Révolution, la commune porte le nom d'Union.
C'est en 1922 que le qualificatif « d'Anjou » vient s'ajouter.

## Histoire
Ayant connu entre autres la grande peste de 1626, la famine de 1661 et 1662, la disette en 1693 et 1694, et la dysenterie en 1779, Saint-Sylvain devient commune à la Révolution française, un maire et ses conseillers municipaux la dirigeant.[réf. nécessaire]

## Politique et administration

### Administration municipale

#### Administration actuelle
Depuis le 1er janvier 2016 Saint-Sylvain-d'Anjou constitue une commune déléguée au sein de la commune nouvelle de Verrières-en-Anjou et dispose d'un maire délégué.
| Période      | Période      | Identité          | Étiquette | Qualité |
| ------------ | ------------ | ----------------- | --------- | ------- |
| janvier 2016 | mai 2020     | François Gernigon |           |         |
| mai 2020     | juillet 2022 | Geneviève Stall   |           |         |
| juillet 2022 | En cours     | Éric Michaud      |           |         |

### Jumelages

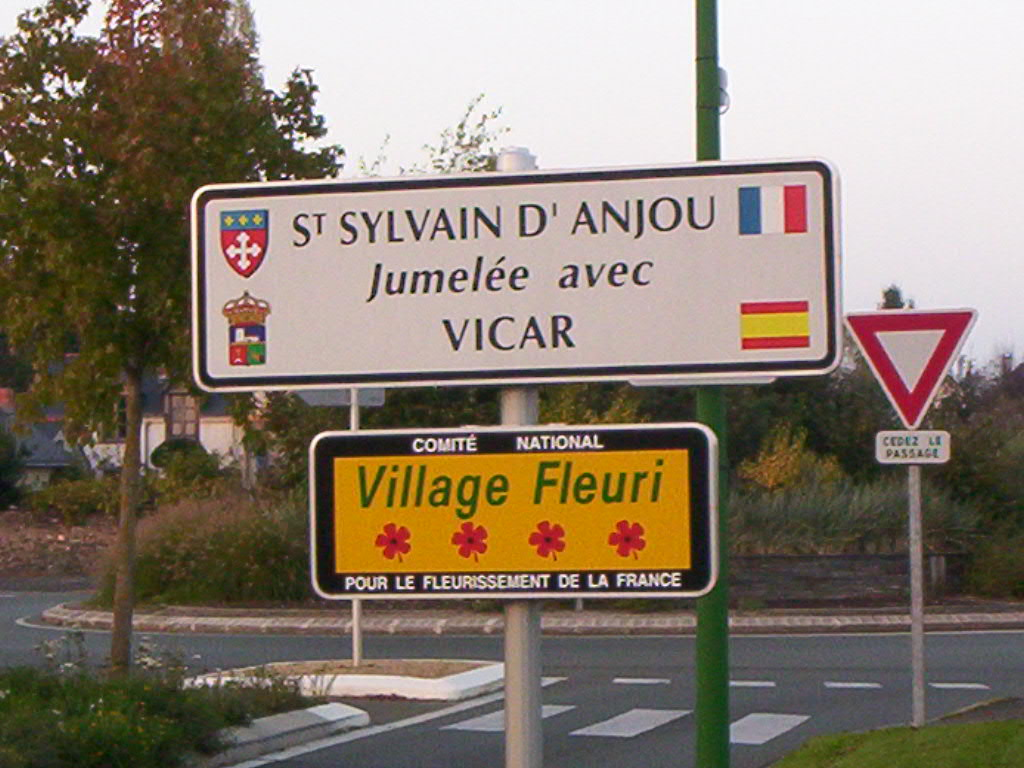
Panneau de jumelage.

- Vícar (Espagne) depuis 1999[8] — Vicar a nommé une de ses écoles « Saint-Sylvain-d'Anjou ».

### Ancienne situation administrative

#### Intercommunalité
La commune était membre en 2015 de la communauté d'agglomération d'Angers Loire Métropole, elle-même membre du syndicat mixte Pôle métropolitain Loire Angers, jusqu'à sa fusion avec Pellouailles-les-Vignes.

#### Autres circonscriptions
Jusqu'en 2014, Saint-Sylvain-d'Anjou faisait partie du canton d'Angers-Nord-Est et de l'arrondissement d'Angers. Ce canton comptait alors cinq communes dont une fraction d'Angers. C'était l'un des quarante-et-un cantons que comptait le département ; circonscriptions électorales servant à l'élection des conseillers généraux, membres du conseil général du département. Dans le cadre de la réforme territoriale, un nouveau découpage territorial pour le département de Maine-et-Loire est défini par le décret du 26 février 2014. La commune est alors rattachée au canton d'Angers-6, avec une entrée en vigueur au renouvellement des assemblées départementales de 2015.

## Population et société

### Évolution démographique
L'évolution du nombre d'habitants est connue à travers les recensements de la population effectués dans la commune depuis 1800. À partir du 1er janvier 2009, les populations légales des communes sont publiées annuellement dans le cadre d'un recensement qui repose désormais sur une collecte d'information annuelle, concernant successivement tous les territoires communaux au cours d'une période de cinq ans. 
Pour les communes de moins de 10 000 habitants, une enquête de recensement portant sur toute la population est réalisée tous les cinq ans, les populations légales des années intermédiaires étant quant à elles estimées par interpolation ou extrapolation. Pour la commune, le premier recensement exhaustif entrant dans le cadre du nouveau dispositif a été réalisé en 2007,.
En 2013, la commune comptait 4 473 habitants, en évolution de +1,15 % par rapport à 2008 (Maine-et-Loire : +3,3 %, France hors Mayotte : +2,49 %).
| 1800  | 1806  | 1821  | 1831  | 1836  | 1841  | 1846  | 1851  | 1856  |
| ----- | ----- | ----- | ----- | ----- | ----- | ----- | ----- | ----- |
| 1 140 | 1 294 | 1 275 | 1 293 | 1 430 | 1 500 | 1 569 | 1 575 | 1 576 |

| 1861  | 1866  | 1872  | 1876  | 1881  | 1886  | 1891  | 1896  | 1901  |
| ----- | ----- | ----- | ----- | ----- | ----- | ----- | ----- | ----- |
| 1 616 | 1 617 | 1 560 | 1 563 | 1 522 | 1 511 | 1 455 | 1 389 | 1 373 |

| 1906  | 1911  | 1921  | 1926  | 1931  | 1936  | 1946  | 1954  | 1962  |
| ----- | ----- | ----- | ----- | ----- | ----- | ----- | ----- | ----- |
| 1 380 | 1 364 | 1 306 | 1 315 | 1 352 | 1 346 | 1 455 | 1 501 | 1 536 |

| 1968  | 1975  | 1982  | 1990  | 1999  | 2007  | 2012  | 2013  | - |
| ----- | ----- | ----- | ----- | ----- | ----- | ----- | ----- | - |
| 1 684 | 2 535 | 2 603 | 3 488 | 4 553 | 4 447 | 4 458 | 4 473 | - |

### Pyramide des âges
La population de la commune est relativement jeune. Le taux de personnes d'un âge supérieur à 60 ans (19 %) est en effet inférieur au taux national (21,8 %) et au taux départemental (21,4 %).
À l'instar des répartitions nationale et départementale, la population féminine de la commune est supérieure à la population masculine. Le taux (51,1 %) est du même ordre de grandeur que le taux national (51,9 %).
La répartition de la population de la commune par tranches d'âge est, en 2008, la suivante :
- 48,9 % d’hommes (0 à 14 ans = 19,3 %, 15 à 29 ans = 21,2 %, 30 à 44 ans = 17,7 %, 45 à 59 ans = 24,4 %, plus de 60 ans = 17,4 %) ;
- 51,1 % de femmes (0 à 14 ans = 18,8 %, 15 à 29 ans = 18,1 %, 30 à 44 ans = 20 %, 45 à 59 ans = 22,5 %, plus de 60 ans = 20,5 %).

| Hommes | Classe d’âge | Femmes |
| ------ | ------------ | ------ |
| 0,1    | 90 ans ou +  | 1,0    |
| 4,8    | 75 à 89 ans  | 6,3    |
| 12,5   | 60 à 74 ans  | 13,2   |
| 24,4   | 45 à 59 ans  | 22,5   |
| 17,7   | 30 à 44 ans  | 20,0   |
| 21,2   | 15 à 29 ans  | 18,1   |
| 19,3   | 0 à 14 ans   | 18,8   |

| Hommes | Classe d’âge | Femmes |
| ------ | ------------ | ------ |
| 0,4    | 90 ans ou +  | 1,1    |
| 6,3    | 75 à 89 ans  | 9,5    |
| 12,1   | 60 à 74 ans  | 13,1   |
| 20,0   | 45 à 59 ans  | 19,4   |
| 20,3   | 30 à 44 ans  | 19,3   |
| 20,2   | 15 à 29 ans  | 18,9   |
| 20,7   | 0 à 14 ans   | 18,7   |

### Enseignement
- École publique Jean-de-la-Fontaine (élémentaire).
- École publique Jean-de-la-Fontaine (maternelle).
- École publique la Françaiserie (maternelle). ! Ecole fermé depuis !
- École privée Jeanne-d’Arc (maternelle, primaire et collège).
- Lycée privé La Baronnerie (général, technologique et professionnel). Renommé en Saint Aubin la Salle. Avec possibilité d'étude supérieur dans divers domaines.

### Sports
Activités sur la commune : cyclotourisme-VTT, basket-ball, équitation, football, tennis, tennis de table, volley-ball, athlétisme, taijitsu, judo, danse.

### Culture
- Espace Victor-Hugo, comprenant la bibliothèque Maison Rouge et la salle d'exposition Houdebine, inauguré en septembre 2009.
- École de Musique.
- Association de théâtre amateur, L'Œil du Mandraccasspam, comporte depuis 2009 la troupe enfant Le Chat qui Miaule, qui est intégrée à l'association. Le nom de la troupe adulte devient alors Les Noeils.
- Amphitéa (7 500 places) au sein du Parc des expositions d'Angers.
- Salle du Roi-René (salle communale).

Un comité est chargé de l'organisation de manifestations sur la vie au Moyen Âge.
La commune de Saint-Sylvain-d'Anjou est bien connue des juristes publicistes. En effet, dans son célèbre arrêt du 4 octobre 2010, Saint-Sylvain-d'Anjou, le Conseil d'Etat, juridiction suprême de l'ordre administratif, est venu confirmer l'interdiction permanente faite aux poids lourds d'un tonnage supérieur à 3.5 tonnes de circuler sur un chemin rural dont l'étroitesse fait objectivement obstacle au croisement des deux véhicules, illustrant le principe de nécessité que doit prendre en compte toute mesure de police administrative générale avant d'être édictée. Les dites mesures de police administrative générale sont en principe prises par le maire selon l'article L2212-1 du CGCT, cependant par exception ces mesures peuvent être prises par le représentant de l'Etat dans le département tel qu'en dispose l'article L2215-1 du CGCT.

### Distinctions
Saint-Sylvain-d'Anjou est une ville fleurie ayant obtenu quatre fleurs au concours des villes et villages fleuris au palmarès 2006.

### Transport
Les lignes de bus du réseau Irigo passant dans cette commune sont :
- la ligne de proximité n°10
- la ligne sururbaine n°32
- les lignes IrigoFlex F1 et F7
- les lignes scolaires n°101, n°102, n°103, n°104, n°105, n°106, n°131

## Économie
Sur 453 établissements présents sur la commune à fin 2010, 8 % relevaient du secteur de l'agriculture (pour une moyenne de 17 % sur le département), 9 % du secteur de l'industrie, 13 % du secteur de la construction, 58 % de celui du commerce et des services et 13 % du secteur de l'administration et de la santé.

## Culture locale et patrimoine

### Lieux et monuments

#### Patrimoine
- Château sur motte de La Haye-Joulain ou Haye-Jouslain, mentionnée en 1010[20]. À quelques centaines de mètres de celle-ci[20], au cœur du parc André Delibes, on a restitué scientifiquement ce que pouvait être ces fortifications. Le site unique en France présente un aspect idéal du château sur motte[21].
- Château d'Écharbot des XVIIe et XIXe siècles.
- Château des Perruches du XIXe siècle.

#### Autres lieux
- Parc des expositions d'Angers avec la salle de spectacles Amphitéa.
- Parc André-Delibes.
- Source l'Épervière[22].

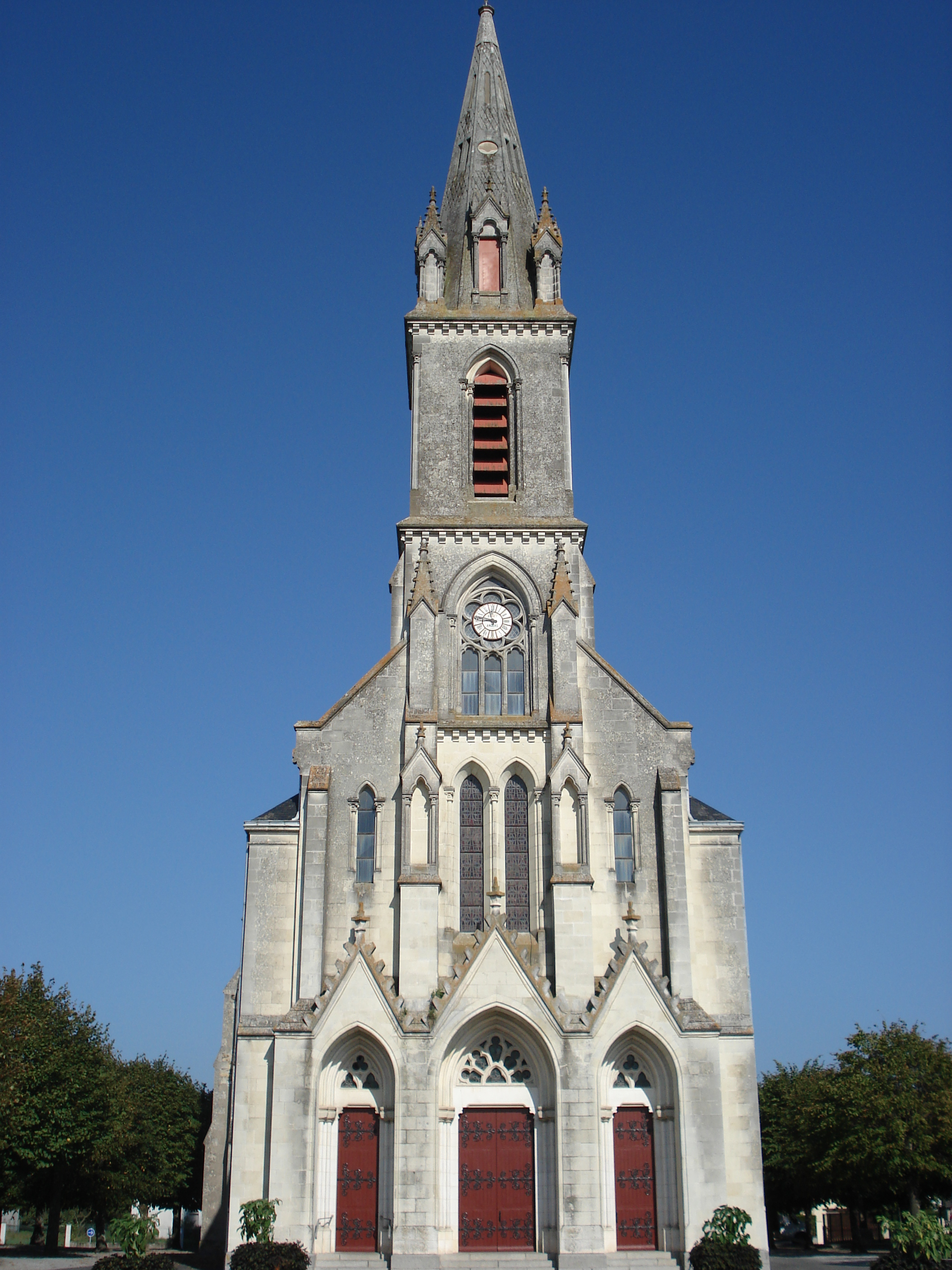
Église de Saint-Sylvain d'Anjou.
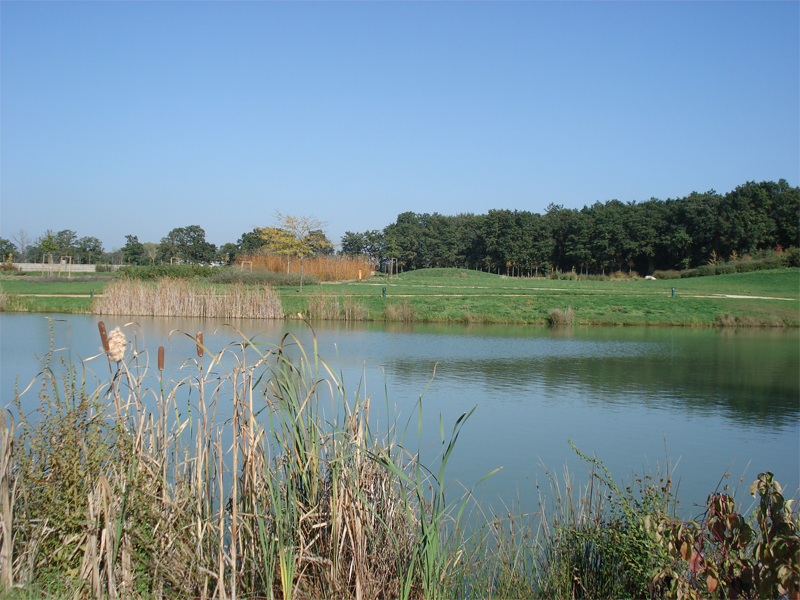
Lac du parc André-Delibes.
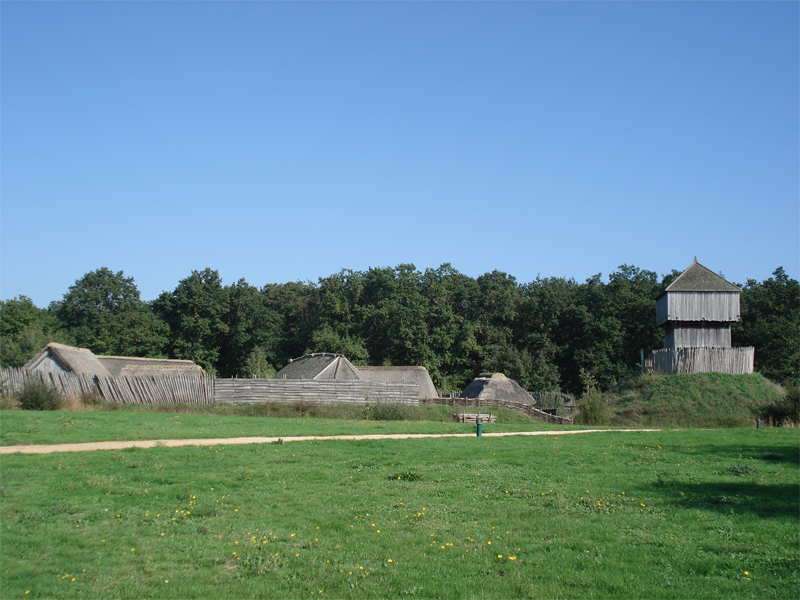
Vue d'ensemble du château à motte.
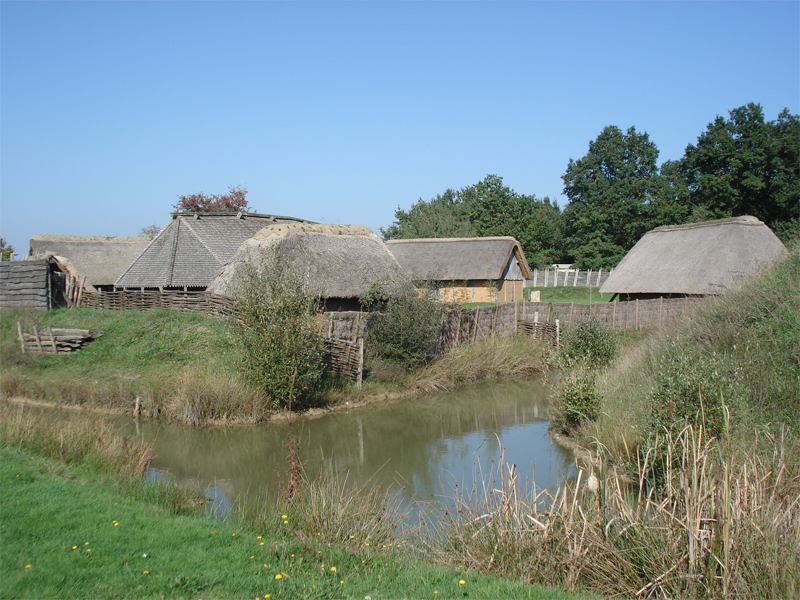
Maisons du château à motte.
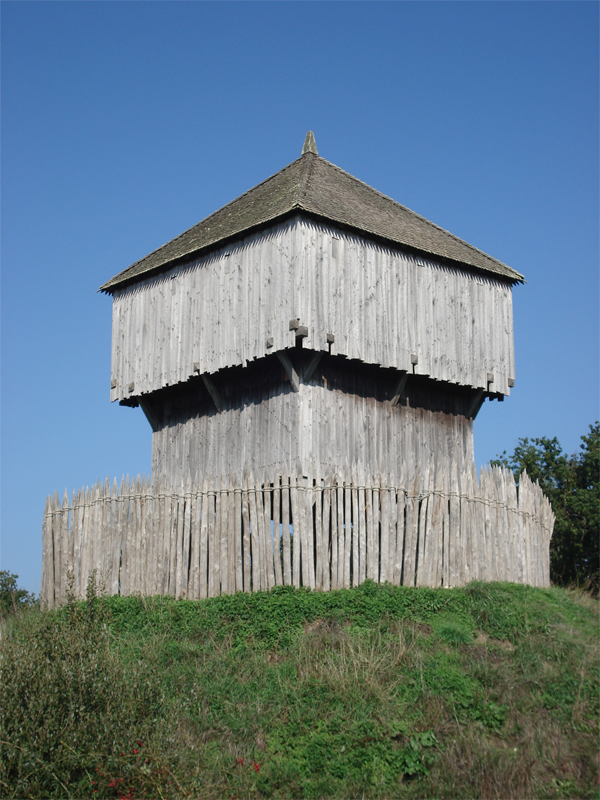
Le donjon du château à motte.

### Personnalités liées à la commune
- André Bruel (1894–1978), né à Saint-Sylvain-d'Anjou, relieur, écrivain et poète angevin patoisan[23].
- Comte Charles de Lambert (1865–1944), pionnier de l'aviation.

### Héraldique
| Saint-Sylvain-d'Anjou | Blason ville de Saint-Sylvain-d'Anjou : De gueules à la croix tréflée d'argent, au chef cousu d'azur chargé de trois croisettes d'or |